# ミッチ・ジョンソン (バスケットボール)
ミッチ・ジョンソン（Mitch Johnson、1986年11月29日 - ）は、アメリカ合衆国・ワシントン州シアトル出身の元バスケットボール選手で、現在指導者。身長185cm、体重８４kg。NBAのサンアントニオ・スパーズでヘッドコーチを務めている。

## 経歴
ワシントン州シアトルで生まれ、オデアー高校を卒業後、スタンフォード大学に入学し、2005年から2009年まで、4シーズンプレーし、129試合に出場し、平均5.3得点、3.0リバウンド、4.1アシスト、フィールドゴール成功38.8％、3ポイント34.9％の記録を残した。

### NBA Gリーグ
NBAドラフトでは指名されず、Gリーグのタルサ・６６サーズに入団し、2009-2010　１シーズンのみプレーし、7試合に出場し、平均1.4得点、1.0アシストの記録を残した。

### 指導者
スタンフォード卒業後、Gリーグを経て、2011年にシアトル大学でバスケットボールコーチのインターンから指導者の道に入り、2016年にポートランド大学でアシスタントコーチを務める傍ら、ナイキエリートユースバスケットボールリーグでコーチを務めた。
2016年から、サンアントニオ・スパーズのGリーグアフィリエイトであるオースティン・スパーズのアシスタントコーチとして3シーズンを過ごし、チームを2018 Gリーグチャンピオンシップに導く手助けをした。
2019-2020シーズンから、サンアントニオ・スパーズのアシスタントコーチに就いている。
2019年9月20日、サンアントニオ・スパーズは、グレッグ・ポポビッチヘッドコーチのアシスタントコーチとしてジョンソンを雇った。2020年11月12日、フルタイムのアシスタントコーチに昇格し、スパーズでの役職を辞したアシスタントコーチのティム・ダンカンの後任となった。 2021年5月15日、ポポビッチがティム・ダンカンのバスケットボール殿堂入りを見守る中、ジョンソンはフェニックス・サンズとの140-103の敗戦で暫定ヘッドコーチを務めた。 ポポビッチが病気のためコーチを務められなかったため、ジョンソンは2023年3月2日、インディアナ・ペイサーズとの110-99の勝利でも再び暫定ヘッドコーチを務めた。2024年11月2日、ポポビッチは健康上の問題により無期限でコーチを辞し、 最終的に脳卒中であることが判明し、ジョンソンがスパーズの暫定ヘッドコーチに就任した。11月2日、ミネソタ・ティンバーウルブズとの試合でスパーズのコーチを務め始めたが、試合開始の2時間半前にポポビッチが病気のためコーチをできないと知らされ、スパーズはティンバーウルブズに113対103で勝利した。ジョンソンがスパーズの暫定ヘッドコーチを務めるのは今回が3度目である。
2025年5月2日、ポポビッチがHC退任を発表、それに伴い正式に後任のHCとして任命された。